# Robin Svensson Rothlin
Robin Rothlin Svensson är en svensk röstskådespelerska.

## Filmografi, i urval
- 2014 – Från djupet av mitt hjärta (Madde som ung)
- 2014 – Ett fall för KLURO (TV-serie)
- 2015 – Bunk'd (TV-serie)
- 2016 – Zootropolis
- 2016 – Barbie och hennes systrar på valpjakt
- 2016 – Husdjurens hemliga liv
- 2017 – Pirata & Piloto (TV-serie) (svensk röst, Pirata)
- 2017 – Den otroliga historien om det jättestora päronet (svensk röst, Mitcho)
- 2017 – Skönheten och odjuret (film, 2017)
- 2017 – Coco
- 2018 – Fancy Nancy (TV-serie) (svensk röst, Jojo)

## TV-spel
- Barbie – Dataspelshjälten